# Alicularia japonica
Alicularia japonica là một loài rêu tản trong họ Jungermanniaceae. Loài này được (Stephani) Stephani miêu tả khoa học lần đầu tiên năm 1901.